# 茶色林鴞
茶色林鴞（學名Strix fulvescens）是一種棲息在中美洲雲林內的貓頭鷹。它們的棲息地只限於高海拔的山區，由1200-3000米，包括瓜地馬拉、洪都拉斯及薩爾瓦多的雲林。雖然它們主要是夜間活動的，但有時也可在日間見到它們。